# Cour de cassation millitaire (Turquie)
La Cour de cassation militaire (en turc Askerî Yargıtay) de la République de Turquie était la juridiction turque chargée d'examiner en dernier ressort les décisions rendues par les tribunaux judiciaires militaires inférieurs. Elle a été dissoute à la suite du référendum sur la révision constitutionnelle qui s'est tenu le 16 avril 2017.

## Histoire et fonctionnement
En outre, elle traitait certains cas de jugements de militaires déterminés par la loi en tant que tribunal de première et de dernière instance. Les membres de la Cour de cassation militaire étaient choisis parmi les juges militaires de première classe. Trois candidats étaient déterminés pour chaque poste vacant à la majorité absolue du nombre total des membres de l'Assemblée générale de la Cour de cassation militaire, au scrutin secret. Le président de la République faisait le choix décisif parmi ces candidats. Le président de la Cour, le procureur général, le vice-président et les chefs de département étaient nommés parmi les membres de la Cour par ordre de grade et d'ancienneté. Le président de la Cour de cassation militaire était élu par le Conseil supérieur militaire, qui se réunissait chaque année, avec la promotion de l'un des membres de la Cour au grade de général ou d'amiral.
En vertu de la Constitution, les poursuites découlant de la responsabilité pénale des membres de la Cour étaient menées par la Cour suprême, composée de membres de la Cour constitutionnelle.